# Cosmos 51
Cosmos 51 (en cirílico, Космос 51) fue un satélite artificial soviético perteneciente a la clase de satélites DS (en concreto, era un DS-MT, el segundo y último de su tipo) y lanzado el 9 de diciembre de 1964 mediante un cohete Kosmos-2I desde Kapustin Yar.

## Objetivos
El objetivo de Cosmos 51 fue probar sistemas de orientación basados en girodino, estudiar las variaciones en la intensidad de los rayos cósmicos y medir la luminosidad del fondo de estrellas.

## Características
Cosmos 51 tenía una masa de 350 kg y reentró en la atmósfera el 14 de noviembre de 1965. Para realizar la medición de luminosidad del fondo estelar llevaba fotómetros fotoeléctricos (del mismo tipo de los que viajaron posteriormente en la misión Cosmos 213). El satélite fue inyectado en una órbita con un perigeo de 258 km y un apogeo de 537 km, con una inclinación orbital de 48,8 grados y un período de 92,6 minutos.

## Resultados
Las mediciones del fondo estelar hechas por Cosmos 51 produjeron varios trabajos y fueron objeto de diversos estudios.